# 西威氏拉土蛛
西威氏拉土蛛（学名：Latouchia swinhoei）为盤腹蛛科拉土蛛属的动物。在中国大陆，分布于南京等地及日本琉球群島有分布，生活习性为穴居。该物种的模式产地在南京。